# Piyyut
Um piyyut (plural piyyutim, hebreu: פיוטים, פיוט,  do grego ποίησις, "poesia") em judaísmo é um poema litúrgico. Originalmente poemas pessoais, piyyutim foram introduzidos aos serviços religiosos, a causa da sua popularidade, quase continuamente  desde a época talmúdica até os séculos recentes.